# Кельнер, Александр Александрович
Александр Александрович Кельнер (1834—1891) — русский военачальник, генерал-лейтенант, герой русско-турецкой войны 1877—1878 годов.

## Биография
Родился 29 июня (11 июля) 1834 года; происходил из дворян Орловской губернии.
Образование получил в 1-м кадетском корпусе и по окончании в нём курса 13 августа 1853 года был выпущен прапорщиком в лейб-гвардии Конно-гренадерский полк.
В 1853 году, ещё до производства в офицеры, находился прикомандированным к Образцовому кавалерийскому полку, для приобретения практического опыта кавалерийской службы. Произведённый 15 апреля 1856 года в поручики Кельнер в 1857 году был прикомандирован к корпусной учебно-вольтижерско-фехтовальной команды для обучения правил фехтования и вольтижировки.
Занимая в лейб-гвардии Конно-гренадерском полку различные должности (в том числе он командовал эскадроном и дивизионом), он вплоть до 1875 года оставался постоянно в этом полку и последовательно получил чины штабс-капитана (23 апреля 1861 года), капитана (30 августа 1861 года) и полковника (17 апреля 1870 года). В 1873 году был командирован с офицерами Генерального штаба в полевую поездку.
С 17 августа 1875 года был назначен командиром 16-го драгунского Нижегородского полка, во главе которого принял участие в русско-турецкой войне 1877—1878 годов на Кавказе. За отличие в сражении под Бегли-Ахметом, в котором разбита была кавалерия Мусса-паши Кундухова, Кельнер 12 июля 1878 года был награждён золотой шашкой с надписью «За храбрость»; 21 августа 1879 года был награждён орденом Св. Георгия 4-й степени. В донесении о подвиге было сказано:
Находившись с 1-м, 2-м и 4-м эскадроиами нижегородцев на правом фланге авангарда генерал-майора Лорис-Меликова у подошвы Орлокского холма, полковник Кельнер получил в 12 1/2 час. дня приказание иаступать на укреплённые Визинкёвские высоты. Двинувшись вперед на рысях и пройдя с полверсты по небольшому подъёму, полковник Кельнер увидел вправо несколько пехотных колонн, шедших от Аладжинской горы к Визинкёвским высотам. Тогда он немедля ни минуты выстроил фронт и бросился с тремя своими эскадронами на неприятеля; несмотря на встретивший их батальный огонь, драгуны врубились в колонны, частью смяли и порубили, а частью обратили турок в бегство к Визинкёвским высотам; полковник Кельнер преследовал сих последних до тех пор, пока с своими тремя эскадронами не был встречен перекрёстным батальным огнём с Визинкёвских окопов. Оценив близость свою от заданной ему цели, т. е. от Визинкёвского плато, полковник Кельнер немедленно приказал 2-му эскадрону ворваться в левый окоп, а сам во главе 1-го и 4-го эскадронов стремптельно атаковал центральные траншеи Визинкёвского плато, вскочил на вал и тут же покрыл всё внутреннее пространство этого укреплённого плато более чем двумя стами неприятельских трупов. Затем, проскакав укрепление, и присоединив к себе 2-й эскадрон, полковник Кельнер направился для преследования неприятеля к Визинкёву, где хотя и был также встречен огнём неприятельского арьергарда, засевшего в этом укреплённом селении, но, несмотря на то, спешил 2-й и 4-й эскадроны и открыв огоиь, приказал в то же время 1-му эскадрону обскакать селение, чтобы взять обороняющихся в тыл. Таким образом турецкий арьергард был окружён и взят, причём трофеями полка были: 4 орудия, знамя, 500 пленных, множество оружия н разных запасов.
Среди прочих наград за боевые отличия во время русско-турецкой войны он был награждён орденами Св. Владимира 4-й степени и мечами и бантом (в 1878 году) и Св. Владимира 3-й степени с мечами (в 1879 году).
Был произведён в генерал-майоры (23 февраля 1880 года со старшинством от 26 февраля 1881 года) и назначен командиром 1-й бригады 1-й Кавказской кавалерийской дивизии, но уже 5 декабря того же года получил новое назначение — командиром 1-й бригады 2-й кавалерийской дивизии. На этой должности он находился почти десять лет. С 16 июня по 2 июля 1890 года он командовал 7-й бригадой кавалерийского запаса, после чего был перемещён на ту же должность во 2-ю бригаду кавалерийского запаса.
В августе 1891 года Кельнер вышел в отставку с производством в генерал-лейтенанты.
Скончался в Пензе 11 (23) октября 1891 года. Похоронен на Мироносицком кладбище города Пензы.

### Семья
Имел 8 детей; сыновья: Константин (1879—1969) — полковник, Николай — капитан артиллерии, Семён — офицер, Александр.

## Награды
- Орден Святого Станислава 3-й степени (1859 год)
- Орден Святого Станислава 2-й степени (1863 год, императорская корона к этому ордену пожалована в 1867 году)
- Орден Святой Анны 2-й степени (1871 год, императорская корона к этому ордену пожалована в 1873 году)
- Золотое оружие «За храбрость» (12 июля 1878 года)
- Орден Святого Владимира 4-й степени с мечами и бантом (1878 год, по другим сведениям он этот орден получил за беспорочную выслугу 25 лет в офицерских чинах)
- Орден Святого Владимира 3-й степени с мечами (1879 год)
- Орден Святого Георгия 4-й степени (21 августа 1879 года)
- Орден Святого Станислава 1-й степени (1883 год)
- Орден Святой Анны 1-й степени (1887 год)
- Орден Святого Владимира 2-й степени (1890 год)